# Istituto sieroterapico milanese
L'Istituto sieroterapico milanese, meglio conosciuto con il nome di Istituto sieroterapico, è stato un istituto di ricerca e di cura di Milano.

## Storia
Fu fondato nel 1894 dall'immunologo Serafino Belfanti, e Renato Bestetti, discendente di una famiglia dell'industria farmaceutica, che ne divenne amministratore delegato per lungo tempo.
Dall'aprile 1896, il Sieroterapico si era costituito in ente morale e fu uno dei primi istituti di ricerca medica sui vaccini in Europa e, a inizio secolo, il primo produttore di vaccini in Italia (in particolare di siero antidifterico).
L’Istituto curò, per tutto il periodo della propria attività, il periodico di informazione scientifica La clinica veterinaria.
Le aree dell'Istituto sieroterapico nel tempo arrivarono ad occupare una superficie tra i due Navigli che si estende su un'area di oltre venti ettari.
Nel secondo dopoguerra per un trentennio si occupò anche di derivati per uso trasfusionale.
La crisi dell'istituzione terminò con il crac finanziario del 1991 e all'istanza di fallimento inoltrata dal Tribunale di Milano nel 1992 per 150 miliardi di lire, a causa dei mancati finanziamenti statali italiani nella ricerca scientifica.